# Batallón de Abastecimiento y Mantenimiento de Aeronaves 601
El Batallón de Abastecimiento y Mantenimiento de Aeronaves 601 «Brigadier General Antonio Parodi» (B Ab Mant Ae 601) es un batallón de mantenimiento de aeronaves del Ejército Argentino (EA). Forma parte de la Agrupación de Aviación de Ejército 601 (Agr Av Ej 601). Está basado en el Aeródromo Militar Campo de Mayo, Guarnición de Ejército «Campo de Mayo», Campo de Mayo, Provincia de Buenos Aires.
Aloja el centro del Proyecto Hornero, el cual convierte a los helicópteros UH-1H Huey a la versión Huey II.
Se creó en 1964 como Compañía de Abastecimiento y Mantenimiento de Aeronaves 601.